# Achillea biebersteinii
Achillea biebersteinii là một loài thực vật có hoa trong họ Cúc. Loài này được Afan. mô tả khoa học đầu tiên năm 1959.